# Episodi di Baby Boss - Di nuovo in affari (terza stagione)
La terza stagione di Baby Boss - Di nuovo in affari negli USA è stata distribuita il 16 marzo 2020 su Netflix.
In Italia è stata distribuita su Netflix dal 16 marzo 2020.
| Nº | Nº | Titolo originale               | Titolo italiano               | Prima TV USA  | Prima TV Italia |
| -- | -- | ------------------------------ | ----------------------------- | ------------- | --------------- |
| 27 | 1  | Bossa Nova                     | Pur sempre boss               | 16 marzo 2020 | 16 marzo 2020   |
| 28 | 2  | The Museum Job                 | La missione al museo          | 16 marzo 2020 | 16 marzo 2020   |
| 29 | 3  | Ga Ba Goo Ba Ga (The Babblist) | Ga ba gu ba ga (Il Babblista) | 16 marzo 2020 | 16 marzo 2020   |
| 30 | 4  | The Coo Chi Coup               | Il Cu Ci Golpe                | 16 marzo 2020 | 16 marzo 2020   |
| 31 | 5  | Lights, Camera, Org Chart!     | Luci, motore, organigramma!   | 16 marzo 2020 | 16 marzo 2020   |
| 32 | 6  | The Big Break                  | La grande occasione           | 16 marzo 2020 | 16 marzo 2020   |
| 33 | 7  | Escape from Krinkle's          | Fuga dalla casa della Krinkle | 16 marzo 2020 | 16 marzo 2020   |
| 34 | 8  | Puppy Party                    | Festa di cuccioli             | 16 marzo 2020 | 16 marzo 2020   |
| 35 | 9  | Mega Fat                       | Mega Ciccio                   | 16 marzo 2020 | 16 marzo 2020   |
| 36 | 10 | Halloween                      | Halloween                     | 16 marzo 2020 | 16 marzo 2020   |
| 37 | 11 | Who's a Good Baby?             | Chi è un bravo bambino?       | 16 marzo 2020 | 16 marzo 2020   |